# Jabal Algarbi
Jabal Algarbi (em árabe: الجبل الغربي‎; romaniz.: Aljabal Algarbi; lit. "As Montanhas Ocidentais") é um distrito da Líbia. É nomeado em homenagem aos montes Nafuça. Foi criado em 1995, quando sua população era de 316 970 ou 204 300 pessoas (as fontes se contradizem) e tinha uma área de 87 000 quilômetros quadrados. Foi abolido em 1998, permanecendo assim até 2007.
Ele faz divisa com Sirte e Misurata a leste, Murgube a nordeste, Jafara, Zauia e Trípoli a norte, Nigatal Homs a noroeste, Nalute a oeste, Axati a sul e Jufra a sudeste. Segundo censo de 2012, sua população total era de 307 616 pessoas, das quais 304 306 eram líbios e 3 310 não líbios. O tamanho médio das famílias líbias era de 5,23, enquanto o tamanho médio das não líbias era de 4,19. Há no total 59 017 famílias no distrito, com 58 227 sendo líbias e 790 líbias. Em 2012, aproximados 1 498 indivíduos morreram no distrito, dos quais 1 151 eram homens e 347 eram mulheres.

## Localidades do distrito
- Abu Aiade
- Abu Maade
- Abu Zaiane
- Adaiasir
- Ahl Aluadi
- Ahumran
- Albraxix
- Alcácer Alhaje
- Alcalá
- Alcocer
- Alganafid
- al-Ḫazur
- Almagariba
- Algat
- Algaualix
- Alusta
- Axabia
- Anattatat
- Arrábita
- Assalahat
- Assalamat
- Assauadinah
- Assauaidiah
- Assaba
- Auinia
- Aulade Abedalazize Inane
- Aulade Abedal Jalil
- Aulade Abu Huceine
- Aulade Abulhol
- Aulade Ali
- Aulad Anan
- Aulad Attia
- Aulad Ahzzam
- Aulad Badr
- Aulad Bu Jadid
- Aulade Califa
- Aulade ibne Iacube
- Aulade Jabir
- Aulade Maçude
- Aulade Saíde
- Aulade Ubaide
- Axguiga
- Axagui
- Axiab
- Baiatinah
- Barama
- Ben Iáia
- Benuazir
- Bexima
- Bir Aiade
- Bir Ganiun
- Bu Geilan
- Cariate Mazu
- Cherba
- Croma
- Danun
- Emssofin
- Enar
- Gaixa
- Gariã
- Geppa
- Gotros
- Iagip
- Inir
- Jadu
- Jammarah
- Jasas
- Jefrém
- Jaital
- Jinauin
- Jusaix
- Kahassat
- Kalipa
- Kamun
- Kexalfa
- Kikla
- Kmixat
- Lalamix
- Maruane
- Mazgurah
- Mizda
- Nasma
- Nidbas
- Ossaden
- Gaome
- Gauasim
- Rujbane‎
- Rigrig
- Sidi Maomé Mazite
- Tagma
- Tamisda
- Tagrinnah
- Tepadut
- Uamis
- Uefat
- Uanziraf
- Xakxuk
- Xattan
- Zuaia